# 코넛 공녀 패트리샤
코넛 공녀 패트리샤(Princess Patricia of Connaught, 1886년 3월 17일 ~ 1974년 1월 12일)는 빅토리아 여왕의 손녀였다. 그녀는 서민이었던 영국 해군 장교 알렉산더 램지와 결혼한 뒤에 왕족의 특권을 포기하였다. 캐나다에는 그녀의 이름을 딴 지명(name of a place)이 많다. 대표적으로 앨버타주에 있는 패트리샤호의 이름은 패트리샤 공주의 이름에서 따왔다. 현재 캐나다군의 보병부대 프린세스 패트리샤 캐나다 경보병연대의 공식 명칭도 그녀를 기념한다.

## 생애
파트리샤 공주는 1886년 3월 17일 성 파트리치오의 날에 런던의 버킹엄 궁전에서 태어났다. 그녀의 친구와 가족 사이에 팻시(Patsy)라는 별명으로 불렸다. 그녀의 아버지는 빅토리아 여왕와 작센코부르크고타의 앨버트의 사이에 태어난 셋째 아들이었던 제1대 코넛과 스트래선 공작이었다. 그녀의 어머니는 프로이센 공주 루이제 마르가레타였다. 그녀 위에 오빠 코넛 공자 아서와 훗날 스웨덴의 왕세자비가 되었던 언니 코넛 공녀 마거릿이 있었다.
그녀는 백샷 파크에서 1886년 5월 1일에 빅토리아 패트리샤 헬레나 엘리자베스(Victoria Patricia Helena Elizabeth)라는 이름으로 세례를 받았다. 그녀의 친할머니의 이름이었던 빅토리아, 패트리샤는 그녀의 생일이었던 성 파트리치오의 날에 성 파트리치오의 여성화된 이름이었던 패트리샤, 그녀의 고모 헬레나에서 이름을 지었다. 그녀의 대부모는 빅토리아 여왕, 에른스트 2세 폰 작센코부르크고타 공작, 프리드리히 아우구스트 폰 올덴부르크 대공의 부인이자 이모 엘리자베트 아나 폰 프로이센, 독일 제국의 프리드리히 황태자, 크리스티안 폰 슐레스비히홀슈타인존더부르크아우구스텐부르크 공자의 부인이자 고모 영국 공주 헬레나, 모계쪽 사촌 오빠였던 알브레히트 폰 프로이센로 영국과 본토 유럽에 흩어져 살았다.
그녀는 영국 왕실의 일원으로 자랐으며 왕실 결혼과 가족 여행에 자주 참가하였다. 특히 그녀는 1893년 7월 6일 요크 공작 조지와 메리 부부의 결혼식에서 신부 메리의 들러리가 되었다.

## 캐나다
패트리샤는 여렸을 때 자주 여행을 다녔다. 그녀의 아버지였던 코넛과 스트래선 공작 아서는 영국령 인도에 있었던 육군 장교로 파견하였다. 그래서 패트리샤는 2년 동안 인도에 머물렀다. 오늘날 인도 뉴델리의 금융 중심지인 코넛 플레이스는 아서 공작의 작위 이름에서 따왔다. 1911년 영국 정부가 그녀의 아버지를 캐나다의 총독으로 임명하였다. 그 결과로 패트리샤는 부모 따라 캐나다로 이민가서 캐나다의 대중 사이에 인기가 많았다. 1917년 3월 17일에 발행하였던 캐나다 자치령(Dominion of Canada)의 1 캐나다 달러 지폐는 패트리샤의 모습이 그려졌다.
그녀는 1918년 2월 22일부터 임종할 때까지 패트리샤 공주 캐나다 경보병연대의 명예 연대장으로 지냈다. 패트리샤 공주의 이름으로 지었던 이 연대는 앤드류 해밀턴 골트 준장이 자기의 자금으로 구성하였다. 그러나 이것은 대영 제국에서 사적으로 구성된 마지막 연대였다. 패트리샤 공주는 연대의 프랑스 파견에 쓸 배지와 상징색을 직접 디자인하였으며 1919년에 그녀의 결혼식에서 연대가 직접 참관하여 행진곡을 연주하였다. 그녀는 자신의 패트리샤 연대에서 명예연대장으로서 죽을 때까지 군인들 위해서 적극적으로 활동하였다.
온타리오주 오타와의 성 바르톨로메오 성공회 교회에 있는 기념판은 패트리샤 공주를 아래와 같이 추모한다.
추모하는 레이디 (Lady) 패트리샤 램지는 코넛의 패트리샤 공주의 지위로 빅토리아와 알버트 왕실훈장, 인도 왕관 훈장, 그리고 캐나다군 훈장을 수여, 파트리샤 공주의 캐나다 경보병 연대의 전 명예 연대장으로 맡았으며 1911년부터 1916년까지 총독 관저에서 머물었을 당시 여기서 예배하였다.

그녀는 1974년에 그녀의 사촌 여동생 겸 대녀인 제2대 마운트배튼오브버마 여백작 패트리샤 내치불에게 명예 연대장의 자리를 물려주었다. 파트리샤 공주의 캐나다 경보병 연대의 제2대 명예 연대장이 되었던 패트리샤 내치불은 모든 연대원들에게 자기의 존함을 부르지 말고 그녀의 전임자를 존경한다는 뜻으로 레이디 패트리샤(Lady Patricia)로 부르라고 명령하였다.

## 결혼
패트리샤 공주의 결혼 문제가 에드워드 시대의 가장 큰 사회적인 논쟁 중에 하나였다. 그녀는 다양한 유럽 왕족과 함께 중매되었다. 예를 들면 알폰소 13세, 루이스 필리프 드 포르투갈 왕세자, 아돌프 프리드리히 6세 폰 메클렌부르크슈트렐리츠 대공, 그리고 니콜라이 2세의 남동생인 미하일 알렉산드로비치 대공 등이 있었다.
하지만 결국에 패트리샤 공주는 왕족 출신 대신에 서민 출신의 남편과 함께 결혼하였다. 그녀의 남편은 그녀의 아버지의 측근 중에 한 명, 제13대 달하우지 백작 존 램지의 3남, 그리고 나중에 제독으로 승진하였던 더 아너러블 알렉산더 램지 영국 왕립해군 중령과 함께 결혼하였다. 두 명은 1919년 2월 27일 웨스트민스터 사원에서 결혼식을 올렸다.
그녀의 결혼식에서 자발적으로 로열 하이너스라는 호칭과 영국의 공주라는 왕족의 작위를 공개적으로 포기하였다. 이리하여 그녀는 후작 부인의 곧바로 밑 단계의 호칭인 레이디(Lady)를 대신 부여하였다.
마르의 알렉산더 램지의 어머니는 패트리샤였으며 아버지는 알렉산더 램지이였다.

## 참고 자료
1. ↑  에른스트 2세는 파트리샤 공주에게 종조부였으며 실질적으로 그녀의 삼촌이었던 크리스티안 아우구스트 2세 폰 슐레스비히홀슈타인존더부르크아우구스텐부르크 공작(독일어판)이 그녀의 대부를 대신 역할하였다.
2. ↑  프리드리히 황태자는 패트리샤 공주에게 모계쪽 사촌 오빠였으며 주영독일대사 파울 폰 하츠펠트 추 트라헨베르크 백작이 대신 대부의 역할을 맡았다.
3. ↑  패트리샤 공주와 알브레히트 왕자는 프리드리히 빌헬름 3세 통해서 같은 핏줄을 이어 받았으며 그녀의 외삼촌인 올덴부르크 대공 프리드리히 아우구스트가 대신 대부의 역할을 맡았다.
4. ↑  영어 원문: To the memory of The Lady Patricia Ramsey, VA, CI, CD late Colonel-in-Chief Princess Patricia's Canadian Light Infantry who as H.R.H. the Princess Patricia of Connaught worshipped here while resident at Government House 1911-1916.[5]
5. ↑  그녀는 그 당시 제7대 브레이번 남작 존 내치불의 아내였으며 제2대 마운트배튼오브버마 여백작(2nd Countess Mountbatten of Burma)위를 물려받았다.